# スルターン (映画)
『スルターン』（原題：Sultan）は、2016年のインドのスポーツ・ドラマ映画。監督はアリー・アッバース・ザファル、プロデューサーはアーディティヤ・チョープラーが務め、サルマーン・カーン、アヌシュカ・シャルマが出演している。ハリヤーナー州を舞台にレスリングチャンピオンの成功の物語を描いている。

## キャスト
- スルターン・アリ・カーン - サルマーン・カーン
- アルファ・アリ・カーン - アヌシュカ・シャルマ
- ゴヴィンド - アナント・ヴィダート・シャルマ（英語版）
- ファティフ・シン - ランディープ・フーダー
- アカーシュ - アミット・サダー（英語版）
- マルコス - マルコ・ザロー（英語版）
- タイロン - タイロン・ウッドリー
- マレセ - マレセ・クランプ
- バルカット・フセイン - クムド・ミシュラー（英語版）[10]
- スルターンの娘 - スジ・カーン[11]
- ティニー - スメート・サムナニ[12]
- パテール - アイヴァン・ロドリゲス（英語版）
- ハリヤーナー州スポーツ省職員 - カルムヴィール・チョードリー（英語版）
- 本人役 - メイヤン・チャン（英語版）、クブラ・サイト（英語版）、シバニ・ダンデカール（英語版）
- テレビリポーター - アンジャナ・オム・カシャップ（英語版）

## 製作

### 企画
2015年6月にYouTubeでティーザーが公開され、サルマーン・カーンはハリヤーナー州のレスリング選手を演じることになった。彼は役作りのためにラーネル・ストボールの元でレスリングの指導を受けている。10月にシルヴェスター・スタローンがサルマンのコーチ役で出演するという報じられたが、製作総指揮のラージャー・ムカルジーはスタローンが出演する予定はないことを発表した。その後、サルマンによるとコーチ役にサンジャイ・ダットが起用されたと報じられるが、サルマンはサンジャイの出演を否定している。最終的にランディープ・フーダーがコーチ役として出演することが12月に発表された。アミット・サダーは若年期のスルターンを演じると報じられたが、2016年3月にスルターンの弟役で出演することが発表された。総合格闘技選手のタイロン・ウッドリーはスルターンの対戦相手役として起用された。2016年1月にアヌシュカ・シャルマがヒロイン役として起用された。アヌシュカも出演するためにレスリングの指導を受けている。

### 撮影
2015年10月からプリプロダクションが始まり、サルマンは自身のFacebookにスルターンに扮した写真を投稿した。12月から主要撮影がカルジャットのNDスタジオで始まり、JWマリオット・ムンバイでも最初の撮影が進められた。同月下旬に最初のスケジュールが終了した。2016年1月から第2スケジュールの撮影が始まり、サルマーンのアクションシーンが撮影された。3月初旬にはファラー・カーンが振付を担当した歌のシーンが撮影された。この間にサルマーンとアヌシュカのアクションシーンが撮影された。撮影はデリーのジャーマー・マスジドでも行われた。報道によると、撮影は4月下旬まで行われていた。

## 評価

### 興行収入
映画は公開3日間で20億6000万ルピーの興行収入を記録した。公開初週末の累計興行収入は32億8000万ルピーを記録している。8月3日の時点でインド国内で41億6000万ルピー、海外市場で2400万ドルの興行収入を記録している。最終的な累計興行収入は60億ルピーを超えた。
インド国内ではチケットの予約販売で記録を塗り替えている。公開初日の座席占有率の平均は70%となり、純利益は3億6540万ルピーとなった。公開第2週末までの国内純利益は27億8000万ルピーとなった。最終的な国内興行収入は42億1250万ルピーとなっている。
2016年7月24日の時点の世界市場の興行収入は北米3億9690万ルピー、アラブ首長国連邦・湾岸諸国5億2940万ルピー、イギリス1億4070万ルピー、オーストラリア6650万ルピー、パキスタン3億ルピーとなっている。同月17日時点のニュージーランドでは2930万ルピー、マレーシア1090万ルピーの興行記録となっている。ドイツでは同月10日時点で330万ルピーの興行収入を記録した。公開第3週の海外累計興行収入は2257万ドルとなっており、8月3日時点では2420万ドルを記録している。最終的な海外累計興行収入は18億ルピーとなっている。

### 受賞・ノミネート
| 映画賞                               | 部門                           | 対象                                                                | 結果       |
| ------------------------------------ | ------------------------------ | ------------------------------------------------------------------- | ---------- |
| スター・スクリーン・アワード         | 主演女優賞                     | アヌシュカ・シャルマ                                                | ノミネート |
| スターダスト・アワード               | 作品賞                         | 『スルターン』                                                      | 受賞       |
| スターダスト・アワード               | 主演女優賞                     | アヌシュカ・シャルマ                                                | 受賞       |
| スターダスト・アワード               | 女性プレイバックシンガー賞     | ネーハー・バシン（「Jag Ghoomeya」）                                | 受賞       |
| スターダスト・アワード               | 衣装デザイン賞                 | アルヴィア・カーン・アグニホトリ、アシュレイ・レベロ                | 受賞       |
| スターダスト・アワード               | 監督賞                         | アリー・アッバース・ザファル                                        | ノミネート |
| スターダスト・アワード               | 主演男優賞                     | サルマーン・カーン                                                  | ノミネート |
| スターダスト・アワード               | 助演男優賞                     | アミット・サダー                                                    | ノミネート |
| スターダスト・アワード               | 振付賞                         | ファラー・カーン（「Baby Ko Bass Pasand Hai」）                     | ノミネート |
| スターダスト・アワード               | アルバム賞                     | 『スルターン』、ヤシュ・ラージ・ミュージック                        | ノミネート |
| スターダスト・アワード               | 男性プレイバックシンガー賞     | ラハット・ファテ・アリ・カーン（「Jag Ghoomeya」）                  | ノミネート |
| スターダスト・アワード               | 男性プレイバックシンガー賞     | ヴィシャール・ダドラニ、バードシャー（「Baby Ko Bass Pasand Hai」） | ノミネート |
| スターダスト・アワード               | 音楽賞                         | ヴィシャール＝シェーカル                                            | ノミネート |
| スターダスト・アワード               | 作詞家賞                       | イルシャード・カミル（「Jag Ghoomeya」）                            | ノミネート |
| 第9回ミルチ音楽賞                    | 歌曲賞                         | 「"Jag Ghoomeya"」                                                  | ノミネート |
| 第9回ミルチ音楽賞                    | アルバム賞                     | ヴィシャール＝シェカール、イルシャード・カミル                      | ノミネート |
| 第9回ミルチ音楽賞                    | 男性歌手賞                     | ラハト・ファティシュ・アリ・カーン（「"Jag Ghoomeya"」）            | ノミネート |
| 第9回ミルチ音楽賞                    | 女性歌手賞                     | ネーハー・バシン（「"Jag Ghoomeya"」）                              | ノミネート |
| 第9回ミルチ音楽賞                    | 作曲家賞                       | ヴィシャール＝シェカール（「"Jag Ghoomeya"」）                      | ノミネート |
| 第9回ミルチ音楽賞                    | 作詞家賞                       | イルシャード・カミル（「"Jag Ghoomeya"」）                          | ノミネート |
| 第9回ミルチ音楽賞                    | Raag-Inspired Song of the Year | 「"Jag Ghoomeya"」                                                  | ノミネート |
| 第9回ミルチ音楽賞                    | 音楽プロデューサー賞           | キラン・カマト（「"Baby Ko Bass Pasand Hai"」）                     | ノミネート |
| 第9回ミルチ音楽賞                    | 作曲賞                         | ジュリアス・パッキャム                                              | ノミネート |
| 第62回フィルムフェア賞               | 女性プレイバックシンガー賞     | ネーハー・バシン（「Jag Ghoomeya」）                                | 受賞       |
| 第62回フィルムフェア賞               | 作品賞                         | 『スルターン』                                                      | ノミネート |
| 第62回フィルムフェア賞               | 監督賞                         | アリー・アッバース・ザファル                                        | ノミネート |
| 第62回フィルムフェア賞               | 主演男優賞                     | サルマーン・カーン                                                  | ノミネート |
| 第62回フィルムフェア賞               | 音楽監督賞                     | ヴィシャール＝シェカール                                            | ノミネート |
| 第62回フィルムフェア賞               | 作詞家賞                       | イルシャード・カミル（「Jag Ghoomeya」）                            | ノミネート |
| 第62回フィルムフェア賞               | 男性プレイバックシンガー賞     | ラハット・ファテ・アリ・カーン（「Jag Ghoomeya」）                  | ノミネート |
| ジー・シネ・アワード                 | 主演男優賞                     | サルマーン・カーン                                                  | 受賞       |
| ジー・シネ・アワード                 | 主演女優賞                     | アヌシュカ・シャルマ                                                | 受賞       |
| ジー・シネ・アワード                 | 女性プレイバックシンガー賞     | ネーハー・バシン（「Jag Ghoomeya」）                                | 受賞       |
| ジー・シネ・アワード                 | 作詞賞                         | イルシャード・カミル（「Jag Ghoomeya」）                            | 受賞       |
| ジー・シネ・アワード                 | 音響賞                         | ディリープ・サブラマニウム、ガネーシュ・ガンガダラン                | 受賞       |
| ジー・シネ・アワード                 | 作品賞                         | 『スルターン』                                                      | ノミネート |
| ジー・シネ・アワード                 | 歌曲賞                         | ヴィシャール＝シェカール（「Baby Ko Bass Pasand Hai」）             | ノミネート |
| ジー・シネ・アワード                 | 審査員選出作品賞               | 『スルターン』                                                      | ノミネート |
| ジー・シネ・アワード                 | 監督賞                         | アリー・アッバース・ザファル                                        | ノミネート |
| ジー・シネ・アワード                 | 審査員選出主演男優賞           | サルマーン・カーン                                                  | ノミネート |
| ジー・シネ・アワード                 | 審査員選出主演女優賞           | アヌシュカ・シャルマ                                                | ノミネート |
| ジー・シネ・アワード                 | 原案賞                         | アリー・アッバース・ザファル                                        | ノミネート |
| ジー・シネ・アワード                 | 音楽賞                         | ヴィシャール＝シェカール                                            | ノミネート |
| ジー・シネ・アワード                 | 作詞賞                         | イルシャード・カミル（「Sultan」）                                  | ノミネート |
| ジー・シネ・アワード                 | 男性プレイバックシンガー賞     | ラハト・ファティシュ・アリ・カーン（「Jag Ghoomeya」）              | ノミネート |
| ジー・シネ・アワード                 | 男性プレイバックシンガー賞     | スクヴィンダール・シン（「Sultan」）                                | ノミネート |
| ジー・シネ・アワード                 | 振付賞                         | ファラー・カーン（「Baby Ko Bass Pasand Hai」）                     | ノミネート |
| ジー・シネ・アワード                 | 振付賞                         | ヴァイバヴィ・メルチャント（「Jag Ghoomeya」）                      | ノミネート |
| ジー・シネ・アワード                 | 振付賞                         | ヴァイバヴィ・メルチャント（「Sultan」）                            | ノミネート |
| ジャッキー・チェン・アクション映画賞 | アクション映画賞               | 『スルターン』                                                      | 受賞       |
| テヘラン国際スポーツ映画祭           | 監督賞                         | アリー・アッバース・ザファル                                        | 受賞       |
| テヘラン国際スポーツ映画祭           | 主演男優賞                     | サルマーン・カーン                                                  | 受賞       |
| テヘラン国際スポーツ映画祭           | 主演女優賞                     | アヌシュカ・シャルマ                                                | 受賞       |

## ゲーム
映画を原作とした携帯電話ゲームが99ゲームズから発売されている。